# Glossophaga leachii
Glossophaga leachii es una especie de murciélago de la familia Phyllostomidae.

## Distribución geográfica
Se encuentra en Costa Rica, El Salvador, Guatemala, Honduras, México y Nicaragua.